# Клетце
Клетце (нім. Klötze) — місто в Німеччині, розташоване в землі Саксонія-Ангальт. Входить до складу району Зальцведель.
Площа — 278,29 км2. Населення становить 9680 ос. (станом на 31 грудня 2021).